# Shahr-e Kord (shahrestan)
Shahr-e Kord, eller Shahrekord, (persiska: شهرستان شهر كرد, Shahrestan-e Shahr-e Kord) är en shahrestan, delprovins, i Iran. Den ligger i provinsen Chahar Mahal och Bakhtiari, i den västra delen av landet. Antalet invånare var 315 980 år 2016. Administrativ huvudort är staden Shahr-e Kord.